# Pseudostenophylax glycerion
Pseudostenophylax glycerion är en nattsländeart som beskrevs av Schmid 1991. Pseudostenophylax glycerion ingår i släktet Pseudostenophylax och familjen husmasknattsländor. Inga underarter finns listade i Catalogue of Life.